# Temnobasis
Temnobasis là một chi bướm đêm thuộc họ Crambidae.